# 21447 Yungchieh
21447 Yungchieh (1998 HZ18) là một tiểu hành tinh vành đai chính được phát hiện ngày 18 tháng 4 năm 1998 bởi nhóm nghiên cứu tiểu hành tinh gần Trái Đất phòng thí nghiệm Lincoln ở Socorro.